# 三ツ石山 (鳴門市)
三ツ石山（みついしやま）は、徳島県鳴門市の大毛島にある山である。標高198.7m。

## 地理
鳴門市にある大毛島の最高点である。山内には神戸淡路鳴門自動車道が通っており、「第一鳴門トンネル」と「第二鳴門トンネル」が三
山内に通っている。島内には三ツ石山の他に鳴門山や大毛山が聳えている。
山頂からは小鳴門橋（国道11号）・撫養橋（国道28号）や小鳴門海峡と共に望むことができる。